# Kolgrim
Kolgrim, también deletreado Kollgrim o Kolgrimr (ejecutado en 1407 en Hvalsey, Groenlandia), fue un hombre nórdico acusado de emplear la magia negra y por ello quemado vivo en Groenlandia por brujería y adulterio.
En 1406, un barco mercante noruego llegó al antiguo asentamiento Oriental en Groenlandia y se quedó allí cuatro años. Entre los pasajeros estaban el mercader Torgrim Sölvesson y su esposa Steinunn Ravnsdotter. En 1407, Steinunn se enamoró de Kolgrim, y dejó a Torgrim por él.
Torgrim acusó a Kolgrim de brujería. El asunto se planteó en el Thing (tinget), ante el lagman y luego juzgado ante un jurado de doce hombres. En el juicio en Hvalsey se llamó a testigos, se invocó la ley noruega contra la hechicería, y se dijo que "Kolgrim la atrajo [a Steinunn] mediante el uso de la magia" recitando cánticos mágicos o galdr hasta que fue a él y él "se acostó con ella". El hecho de que Steinunn se hubiera enamorado de Kolgrim se consideró un delito incluso más grande y empeoró la situación de Kolgrim, ya que significaba que Kolgrim había "robado" no sólo su cuerpo, sino también su alma, de su marido.
Kolgrim fue declarado culpable de brujería y condenado a muerte en la hoguera en Hvalsey. Después de su ejecución, Steinunn nunca "volvió a estar completamente cuerda" y murió poco después.

## En la ficción
Kolgrim y su juicio son ficcionalizados en la novela The Greenlanders de Jane Smiley.